# یوسف مستشارالدوله
میرزا یوسف خان مستشارالدوله (۱۲۰۲–۱۲۷۴ ش) (۱۸۲۳–۱۸۹۵م) دیپلمات دورهٔ ناصرالدین‌شاه بود. وی نویسنده کتاب یک کلمه، مبدع اولین طرح راه‌آهن سراسری و اولین پیش‌نویس قانون اساسی ایران است.  او را بدلیل انتقاد از وضع موجود به فرمان شاه در ۱۲۷۰ ش (۱۳۰۹ق ۱۸۹۰م) به زنجیر کشیدند و خانه‌اش غارت شد املاکش مصادره و مقرری دولتی او قطع گردید و در سال ۱۲۷۴ش (۱۸۹۵ م) در زندان درگذشت. صادق مستشارالدوله برادرزادهٔ اوست.

## زندگی
یوسف، پسر حاجی میرزا محمدکاظم بن محمد تاجر تبریزی (از بازرگانان آذربایجان) در شهر تبریز به دنیا آمد. فارسی، عربی و قدری از علوم شرعیه را آموخت و با سِمَت منشی‌گری، وارد خدمت کنسولگری انگلیس در تبریز شد و بعد از چندی از کار در کنسولگری انگلیس استعفا داد و به خدمت وزارت امور خارجه درآمد.
- ۱۸۵۳–۱۸۶۱م کارپرداز حاجی ترخان
- ۱۸۶۲–۱۸۵۴م کاردار ایران در پترسبورگ
- ۱۸۶۲–۱۸۶۶م کنسول در تفلیس
- ۱۸۶۶–۱۸۶۹م کاردار سفارت ایران در پاریس

وی در مدت سه سال اقامت خود در پاریس چهار مرتبه به لندن رفت.
او در مقدمه کتاب یک کلمه می‌گوید در نمایشگاه بین‌المللی پاریس (۱۸۶۷) حضور داشته و ترقیات غرب را از نزدیک مشاهده کرده و به‌فکر افتاده‌است.
در سال ۱۲۹۹ق (۱۸۸۱م) در کابینه مشیرالدوله به عنوان معاون وزیر عدلیه انتخاب و لقب مستشارالدوله به نام او اعطا شد.
در ۱۲۸۲ ق (۱۲۴۴ ش)، رسالهٔ «رمز یوسفی» را در تهران منتشر کرد.
در دورهٔ اقامت در تفلیس، با میرزا فتحعلی آخوندزاده نویسنده مکتوبات مناسبات دوستانه‌ای یافت.
از ۱۲۴۶ تا ۱۲۴۸ ش (۱۸۶۷–۱۸۶۹م) شارژ دافر (کاردار) سفارت ایران در پاریس بود و وارد لژ فراماسونری گراند اوریان (شرق اعظم) شد.
رسالهٔ «یک کلمه» را در ماه‌های پایانی خدمت در پاریس به اتمام رساند و دست‌نویس آن را در راه بازگشت به ایران (۱۲۴۹ ش) در تفلیس به آخوندزاده نشان داد و در سال ۱۲۵۳ ش (۱۸۷۴ م) در ایران به‌چاپ رسید.
رسالهٔ یک کلمه یکی از اولین آثار آزادی‌خواهان ایران به‌شمار می‌رود و در تحریک احساسات و بیدار کردن مردم در آن زمان اثر فوق‌العاده‌ای داشته‌است و در سال ۱۲۸۴ ش که مرکز غیبی تشکیل گردید، راهنمای سیاسی آن انجمن بود.
در سال ۱۲۶۷ ش (۱۳۰۶ ق ۱۸۸۸م) نامه‌ای به مظفرالدین میرزا ولیعهد نوشت و از حکومت استبدادی و فساد دربار انتقاد کرد؛ اصلاحات مملکتی و ایجاد حکومت قانون و برقراری آزادی و مساوات را خواستار شد و گوشزد کرد که اگر زمامداران ایران، خود در صدد تأسیس دولت مقننه برنیایند، سیر حوادث تاریخ آن را تحمیل خواهد کرد.
بنابراین او را به فرمان شاه در ۱۲۷۰ ش (۱۳۰۹ق ۱۸۹۰م) در عمارت رکنیه قزوین به زنجیر و کنده کشیدند و به انفرادی انداختند. خانه‌اش غارت شد املاکش مصادره و مقرری دولتی او قطع گردید.
وی در سال۱۲۷۴ش (۱۸۹۵ م) در زندان درگذشت.

## روابط با میرزا ملکم خان و ایده کتاب یک کلمه
یوسف خان طی سفرهایی که به لندن داشت با میرازملکم‌خان آشنا شد. نزدیکی این دو و آخوندزاده یک مثلث فکری تاثیرگذار در آن دوره ایجاد می‌کند. این سه با ملاقات‌ و ارسال نامه  به تبادل‌نظر می‌پرداختند.  بنظر میرسد که او ایده اولیه یک کلمه را از میرزا ملکم خان میگیرد. مستشارالدوله در باب مراوده و تاثیر ملکم‌خان بر خویش بعد از سوالی که از وی درباره پیشرفت فرانسه و علل عقب‌افتادگی ایران می‌کند، اذعان می‌دارد: «آن دوست چنین گفت: یک کلمه که جمیع انتظامات فرنگستان در آن مندرج است کتاب قانون است که جمیع شرایط و انتظامات معمول بها که به امور دنیویه تعلق دارد، در آن محرر و مسطور است، شاه و گدا و رعیت و لشگری در بند آن مقید هستند و احدی قدرت مخالفت به کتاب قانون ندارد.»

## رساله یک کلمه
وی این اثر را در سال ۱۲۴۸ش (۱۸۶۹م) در پاریس نگاشت و در ۱۲۵۳ش (۱۸۷۴م) پس از سفر اول ناصرالدین‌شاه به فرنگ منتشر کرد.
محمد امینی پژوهشگر تاریخ مشروطه می‌گوید:
نخستین سند نوشتاری آغاز مدرنیته در ایران کتاب «یک کلمه» است که در سال ۱۲۴۸ ش یعنی نزدیک به ۳۶ سال پیش از انقلاب مشروطه در پاریس نگاشته شد.
مستشارالدوله موادی از قانون اساسی فرانسه و اعلامیه حقوق بشر و شهروندی فرانسه را انتخاب کرد و کوشید به روحانیان و بزرگان ایران نشان بدهد که این قوانین با قرآن مغایرتی نداشته و می‌توان مسلمان بود و قانون را قبول داشت. قانونی که به گفته وی شاه و گدا در آن برابر باشند که «یک کلمه» از این منظر بسیار سکولار است.

## مقاله‌نویس در روزنامه عدلیه
میرزا یوسف خان برای نشر عقاید خویش در روزنامه عدلیه مطالبی می‌نوشت، روزنامه عدلیه به وسیله سپهسالار برای توجیه و تشریح اصلاحات قانونگذاری و نظام حقوقی و دادگستری مترقیانه انتشار می‌یافت و از بسط عدالت «تربیت ملت» افزودن بصیرت مردم، آسودگی و ترقی اوضاع مردم، ایجاد تأسیسات عالی، وضع قوانین جدید و برانداختن تأسیساتی که مانع اجرای عدالت باشد، سخن می‌راند.

## نخستین طرح راه‌آهن سراسری
وی می‌پنداشت که مقدمه ترقی مملکت راه‌آهن است و با ایجاد آن اوضاع ایران در عرض سه سال به کل منقلب و در یک کلمه گلستان خواهد شد. در ۱۸۶۹ میلادی رساله‌ای به نام کتابچه بنفش دربارهٔ تأسیس راه‌آهن سراسری ایران نوشت و به شاه عرضه داشت. جزوه دیگری در لزوم کشیدن راه‌آهن از تهران به خراسان تهیه کرد و منافع آن را ذکر کرد و نظر به آسان شدن زیارت توسط راه‌آهن فتوای روحانیان را در آن باره به دست آورد. بعدها همین فتوا برای احداث مسیر ماشین دودی از تهران به شاه عبدالعظیم استفاده شد.

## نخستین طراح قانون اساسی
وی با همکاری صدر اعظم وقت میرزا حسین خان سپهسالار اولین طرح قانون اساسی را به شاه ارائه داد.
طرح شامل موارد ذیل بود:
1. یگانگی دولت و ملت
2. حفظ مال و جان و ناموس مردم
3. آزادی مذهب
4. تفکیک قانون‌گذاری از اجرای قانون
5. جدایی دین از سیاست

این طرح مورد قبول شاه واقع نشد.
طرح دوم با نام لایحه تشکیل دربار اعظم در سال ۱۲۵۱ ش(۱۸۷۲م) به تصویب شاه رسید. اساس این طرح تبدیل دستگاه سنتی صدارت به یک هیئت وزاری مسئول است.
در این طرح مسئولیت‌های دولت به نه وزرات خانه تقسیم شد، هر یک از وزرا در اداره وزارت خانه خود مستقل بود، هیئت وزرا مسئولیت مشترک هیئت دولت را بر عهده داشتند و در برابر صدراعظم (رئیس دولت) مسئول بودند و در نهایت صدراعظم در برابر شاه مسئول بود.
هیئت دولت اختیار قانون‌گذاری بر اساس رأی اکثریت را داشت.
شاه می‌نویسد:
این تفصیل وزرا و دربار که نوشته‌اید، بسیار بسیار پسندیدم؛ و انشاءالله قرارش را بزودی بدهید و معمول بدارید که هر قدر به تعویق بیافتد باعث ضرر دولت است. با این ترتیب جدید، شاه مسئولیت داشتن هیئت دولت را می‌پذیرد و در امور وزرا و عزل و نصب حکام دخالت نمی‌کند.

## آثار
- ۱۲۴۸ ش ۱۸۶۹م «کتابچهٔ بنفش» دربارهٔ تأسیس راه‌آهن سرتاسری ایران
- ۱۲۵۲ش ۱۸۷۳م رساله در لزوم کشیدن راه‌آهن از تهران به خراسان
- ۱۲۵۳ ش ۱۸۷۴م یک کلمه
- مقالات در روزنامه اختر استامبول